# Esse Rio Muito Louco
Esse Rio Muito Louco é um filme brasileiro de comédia dirigido por Denoy de Oliveira, Luiz de Miranda Corrêa e Geraldo Brocchi lançado em 27 de dezembro de 1977 e distribuido pela Embrafilme. É o último filme com participação de Cyll Farney.

## Enredo
Gravado na cidade do Rio de Janeiro, o filme possui classificação mínima para dezoito anos de idade. O filme acontece em três episódios: "Histórias de amor e 58 árvores", "Gerais e Bracchi" e "Luiz Miranda Correia", que contam os tipos de loucuras da cidade maravilhosa, baseado em uma peça de teatro. A indecisão de tomar uma decisão entre o dinheiro, a fama e o amor. A mulher casada que busca em outros homens que não encontra a satisfação sexual no matrimônio, vivendo um terrível envolvimento com uma prostituta. As loucuras de uma noite de carnaval vividas por um milionário.

## Elenco
- Rubens de Falco
- Renata Fronzi
- Íris Bruzzi
- Hortência Tayer
- Cyll Farney
- Carlos Kroeber
- Aurimar Rocha
- Ivan Senna
- Carlos Alberto de Souza Barros
- Hugo Bidet
- Maria Sílvia
- Beatriz Lyra
- Helber Rangel
- Antônio Victor
- Cristina Raposo
- Tamuska Magalhães
- Marlene Silva
- Mário Maudslay
- Lenilda
- Franklin de Witte

## Lançamento
Com distribuição da Embrafilme, o longa foi lançado na cidade do Rio de Janeiro. O filme contou com sessões de lançamento em Brasília e em São Paulo. O longa foi incluído na seleção de filmes brasileiros que foram exibidos no Festival de Cannes de 1978, realizado em Cannes, na França, sendo um festival tradicional no circuito cinematográfico mundial.